# برنارد فورهوف
برنارد فورهوف (به انگلیسی: Bernard Voorhoof) بازیکن فوتبال اهل بلژیک و عضو تیم ملی فوتبال بلژیک است که در تاریخ ۱۵ آوریل ۱۹۲۸ میلادی اولین بازی ملی‌اش را مقابل تیم ملی فوتبال فرانسه انجام داد. او در ۵۱ بازی ملی حضور داشت و جمعاً ۵۴۹۰ دقیقه برای تیم ملی فوتبال بلژیک به میدان رفت. برنارد فورهوف آخرین بازی ملی خود را در تاریخ ۲۱ آوریل ۱۹۴۰ میلادی در برابر تیم ملی فوتبال هلند انجام داد. وی در بازی‌های ملی‌اش ۳۰ گل به ثمر رساند.